# Joey Soloway
Joey Soloway (naissance le 26 septembre 1965 à Chicago sous le nom Jill Soloway) est une personnalité américaine artiste-interprète de cinéma, dramaturge et féministe. Soloway a fait l'objet d'une nomination aux Emmy Awards en tant que meilleure personnalité scénariste de télévision.
Soloway est non binaire et utilise le pronom neutre « they » en anglais.

## Biographie
Soloway se charge de la production exécutive et de l'exploitation au jour le jour de la série télévisée United States of Tara créée par l'écrivain Diablo Cody jusqu'en novembre 2009. Soloway a également été au scénario et à la coproduction exécutive de la série de HBO Six Feet Under diffusée de 2001 à 2005 pour un total de cinq saisons.
Avant de rejoindre l'équipe de Six Feet Under, Soloway a écrit pour les séries Les Oblong, Nikki et The Steve Harvey Show et depuis Six Feet Under, Soloway a écrit pour Dirty Sexy Money, Grey's Anatomy, Tell Me You Love Me et United States of Tara.
Soloway a écrit six épisodes de Six Feet Under et coécrit un épisode avec le producteur Craig Wright, qui est lui-même le producteur exécutif de la série de ABC Dirty Sexy Money dans laquelle Soloway a également travaillé dans production consultante. Soloway développe en ce moment une comédie d'une heure avec le producteur de Lost : Les Disparus et Alias J. J. Abrams, appelée Boundaries.
En plus de la télévision, Soloway a aussi écrit un film pour Marc Platt productions appelé Tricycle. Soloway et sa sœur Faith Soloway ont écrit et produit des pièces telles que The Brady Bunch Real Live et The Miss Vagina Pageant. Soloway a également vendu un script pilote pour HBO appelé Juive Jones racontant l'histoire d'une super-héroïne féminine.
Joey Soloway est aussi profondément féministe et a exprimé ses opinions féministes dans un rassemblement organisé par la National Organization for Women, que Soloway a cofondé.
Joey Soloway a écrit le roman Jodi K. qui a été publié dans la collection « Three Kinds of Asking For It: Erotic Novellas » et édité par Susie Bright. Son premier roman, « Ladies in Shiny Pants: Based on a True Story » a été publié en 2005, puis en livre de poche en 2006. Soloway a également écrit une histoire courte « Courteney Cox's Asshole ».

### Vie privée
En 2011, Soloway et le superviseur de musique Bruce Gilbert se marient. Mais en 2015, Soloway annonce être en procédure de divorce, et être en couple avec la poétesse Eileen Myles.

## Filmographie

### À la production
- 1992 : Becky and the Can (court métrage)
- 2000-2002 : Nikki (série télévisée) (26 épisodes)
- 2002-2005 : Six Feet Under (série télévisée) (36 épisodes)
- 2007 : Grey's Anatomy: Every Moment Counts (téléfilm)
- 2007 : Grey's Anatomy: Come Rain or Shine (téléfilm)
- 2007 : Grey's Anatomy (série télévisée) (9 épisodes)
- 2007-2009 : Dirty Sexy Money (série télévisée) (2 épisodes)
- 2009-2010 : United States of Tara (série télévisée) (23 épisodes)
- 2011 : How to Make It in America (série télévisée) (4 épisodes)
- 2013 : F**K the Parents (court métrage)
- 2015 : How to Vajaculate: If You Build It, She Will Come (court métrage)
- 2015 : This Is Me (mini-série documentaire) (5 épisodes)
- 2016 : The Skinny (mini-série) (6 épisodes)
- 2016 : Cuddle Party (court métrage)
- 2016 : The Thing About Us (court métrage)
- 2016 : Jo Cool (court métrage)
- 2016 : I Love Dick (série télévisée)
- 2014-2016 : Transparent (série télévisée) (31 épisodes)
- 2017 : My Wonder Women (Professor Marston and The Wonder Women)
- 2023 : Red Sonja de M. J. Bassett

### Au scénario
- 1997 : The Steve Harvey Show (série télévisée) (1 épisode)
- 1998 : Cartoon Cabana (série télévisée)
- 2000 : Baby Blues (série télévisée) (3 épisodes)
- 2000-2001 : Nikki (série télévisée) (2 épisodes)
- 2001 : The Oblongs... (série télévisée) (2 épisodes)
- 2002-2005 : Six Feet Under (série télévisée) (7 épisodes)
- 2007 : Dirty Sexy Money (série télévisée) (1 épisode)
- 2009-2010 : United States of Tara (série télévisée) (4 épisodes)
- 2011 : How to Make It in America (série télévisée) (2 épisodes)
- 2011 : Una Hora Por Favora (court métrage)[2]
- 2013 : Afternoon Delight[3]
- 2016 : I Love Dick (série télévisée)
- 2014-2017 : Transparent (série télévisée) (41 épisodes)
- 2023 : Red Sonja de M. J. Bassett

### À la réalisation
- 2010 : Tight (court métrage)
- 2011 : Una Hora Por Favora (court métrage)
- 2013 : Afternoon Delight
- 2013 : Valencia: The Movie/S
- 2015 : How to Vajaculate: If You Build It, She Will Come (court métrage)
- 2016 : I Love Dick (série télévisée)
- 2014-2016 : Transparent (série télévisée) (15 épisodes)

### À l'actorat
- 2014-2015 : Transparent (série télévisée) : Celeste

## Distinctions

### Récompenses
- Festival du film de Sundance 2013 : Prix de la mise en scène pour Afternoon Delight
- Primetime Emmy Awards 2015 : Meilleure réalisation pour l'épisode Camp Camellia de Transparent